# Festival Proměny
Festival Proměny je landartové, společenské a kulturní setkávání s mezinárodní účastí, pořádané obecně prospěšnou společností Geopark Ralsko. Festival se koná každoročně v květnu na území bývalého Vojenského výcvikového prostoru Ralsko, nyní města Ralsko v okrese Česká Lípa v Libereckém kraji, uprostřed krajiny, v níž po roce 1947 zanikly více než dvě desítky obcí. Na uskutečnění  festivalu se kromě Geoparku Ralsko podílí spolek Hillersche Villa ze Žitavy, Liberecký kraj, Česko-německý fond budoucnosti, státní podnik Vojenské lesy a statky ČR a další organizace a instituce.

## Historie
Geopark Ralsko pořádá festival Proměny na území bývalého vojenského prostoru od roku 2016. Jako hlavní cíl festivalu je prezentováno posílení kulturní identity místních obyvatel s krajinou v pohraničí a land art byl v tomto projektu zvolen jako prostředek k návratu k původním historickým kořenům kraje a zároveň i k přírodě a k paměti zvoleného místa. Vstup na festival je od samého počátku pro veřejnost zdarma.

### Začátky
První ročník festivalu se uskutečnil 28. května 2016 v prostoru zaniklé obce Jabloneček (dříve Jablonec, německy Gablonz bei Niemes nebo Gablonec) pod heslem "Umění – duše – krajina v proměnách".

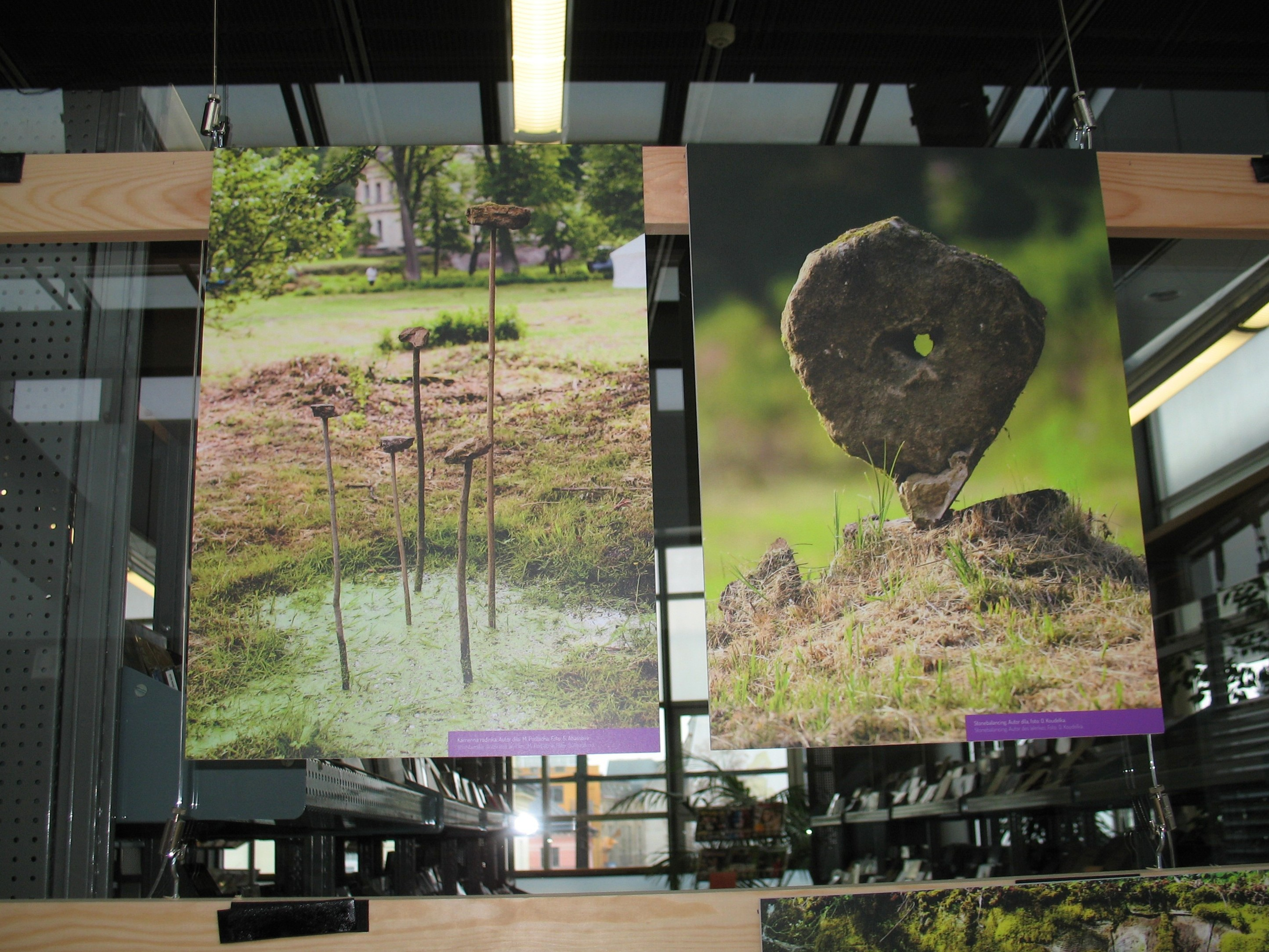
Z výstavy o festivalu Proměny v Krajské vědecké knihovně v Liberci

Pokud jde o historii Jablonečku, který se stal místem uspořádání festivalu i v dalších ročnících,  v roce 1921 bylo v této obci 105 domů, v nichž žilo 432 obyvatel, dále zde byl kostel a německá škola, k níž v roce 1933 přibyla ještě česká škola, kterou navštěvovaly i některé německé děti.
Po roce 1945 bylo německé obyvatelstvo odsunuto a území obce bylo v letech 1947 až 1951 začleněno do vojenského výcvikového prostoru. Barokní kostel Narození Panny Marie byl na podzim roku 1947 odstřelen, z původních 105 domů se do 21. století dochovaly jen poničené budovy české a německé školy.
Od počátku byly součástí festivalu tvůrčí dílny a workshopy, přednášky o regionální historii, ukázky tradičních řemesel, kulturní vystoupení, výstavy a posléze i soutěže pro nejširší veřejnost v tvorbě landartových kompozicí na území zaniklých obcí v bývalém vojenském prostoru Ralsko. První ročník byl navíc doplněn ještě o nedělní program, jehož součástí byla návštěva Muzea vystěhovalectví do Brazílie v Náhlově, bohoslužba u náhlovské kaple sv. Floriana a putování po bývalé poutní cestě, vedoucí k Těšnovu.

### Ročník 2019
V roce 2019 kromě účastníků z České republiky prezentovali jak na festivalu, tak i o den dříve na mezinárodním workshopu v Doksech své zkušenosti a landartové instalace také hosté z Islandu, Německa a Norska. Součástí celodenního programu v prostoru zaniklého Jablonečku bylo jedenáct workshopů, divadelní a hudební vystoupení, přednášky, besedy a videoprezentace. Česká strana byla na workshopu zastoupena jednotlivými landartovými tvůrci a prezentací projektů Fakulty umění a architektury Technické univerzity v Liberci, které proběhly v Ralsku a do nichž se zapojili zahraniční studenti univerzity z různých kontinentů. Účastníci z Islandu představili svůj projekt The Turf Network, zaměřený na nové formy spojení krajiny a urbanismu. V početné delegaci z Norska byli mimo jiné zástupci partnerského Geoparku Magma. Tento geopark, který se nachází v kraji Rogaland na jihozápadě Norska, je členem evropské sítě geoparků a zároveň také jedním z globálních geoparků UNESCO. Aktivity kulturního centra Velferden, vybudovaného v areálu bývalého dolu na území obce Sokndal v Rogalandu, představila jeho ředitelka, výtvarnice Maiken Stene. Dalším norským hostem byl Hans Edward Hammonds, původem novozélandský umělec, působící ve Stavangeru. Nejpočetnější zahraniční účast byla tradičně ze sousedního Saska, organizovaná spolkem Hillersche Villa ze Žitavy, který od samého počátku přispívá k programu festivalu. 

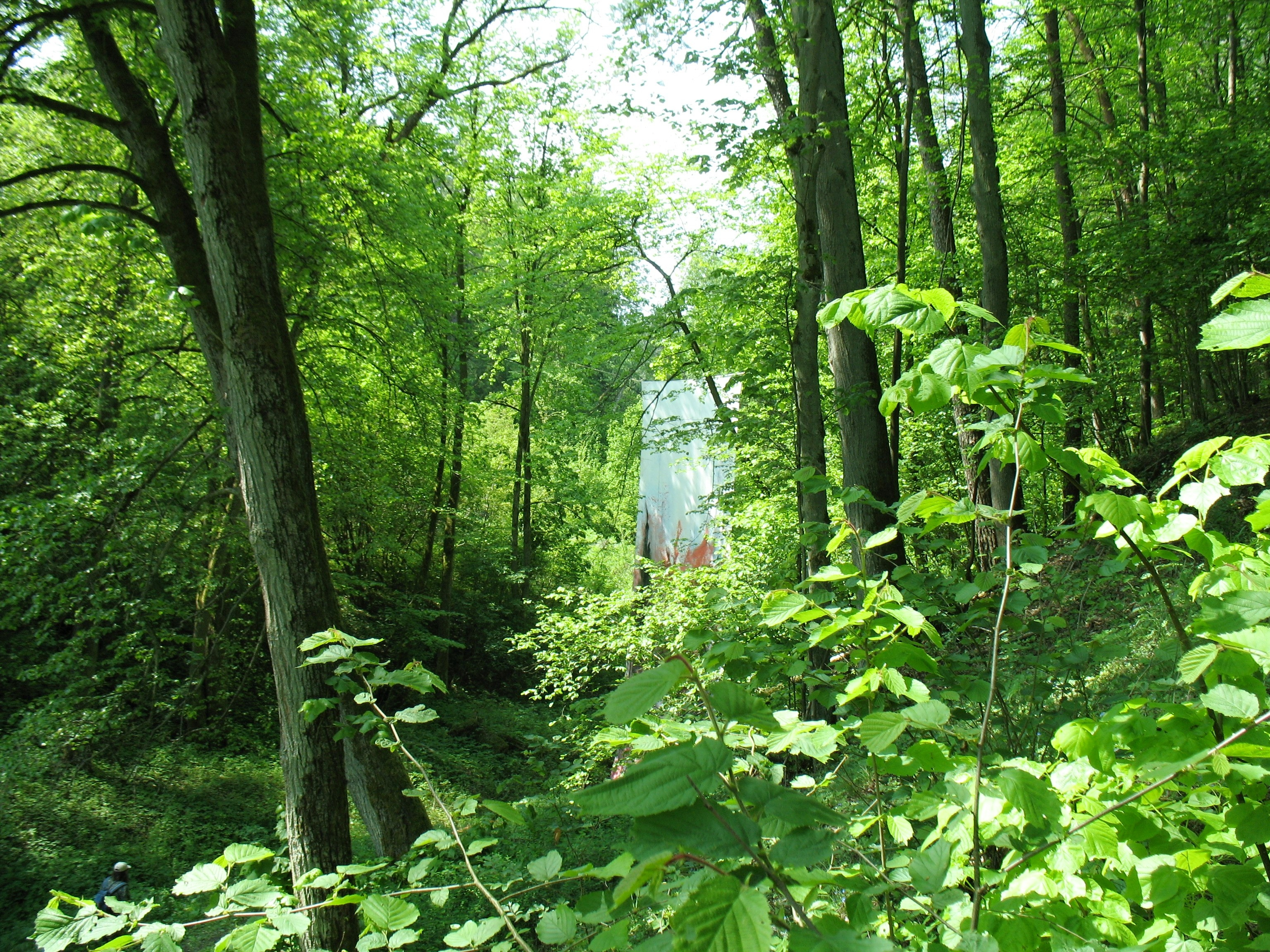
Norská výtvarná instalace v rokli pod kostelním vrchem
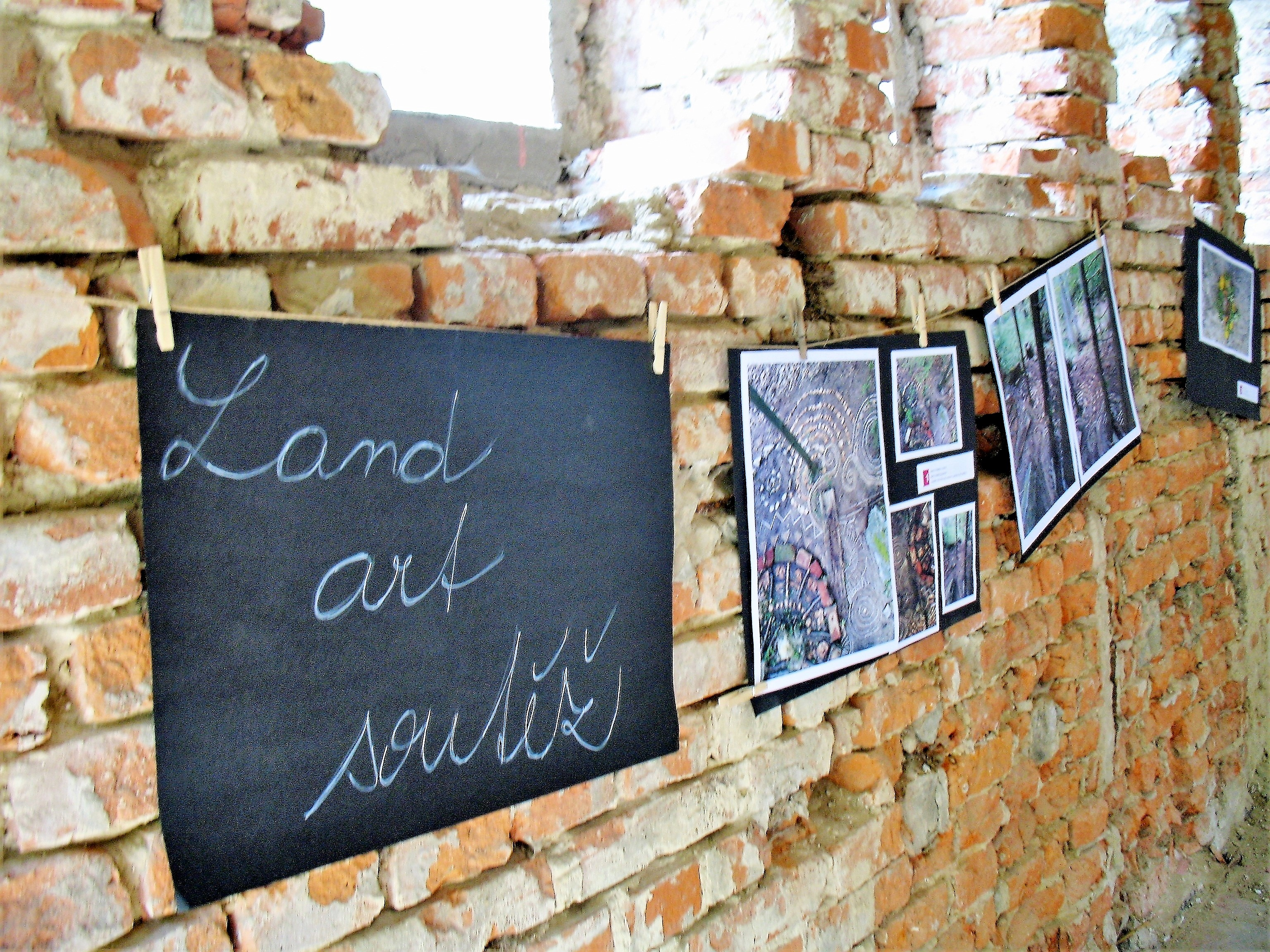
Výstavka z landartové soutěže pro veřejnost
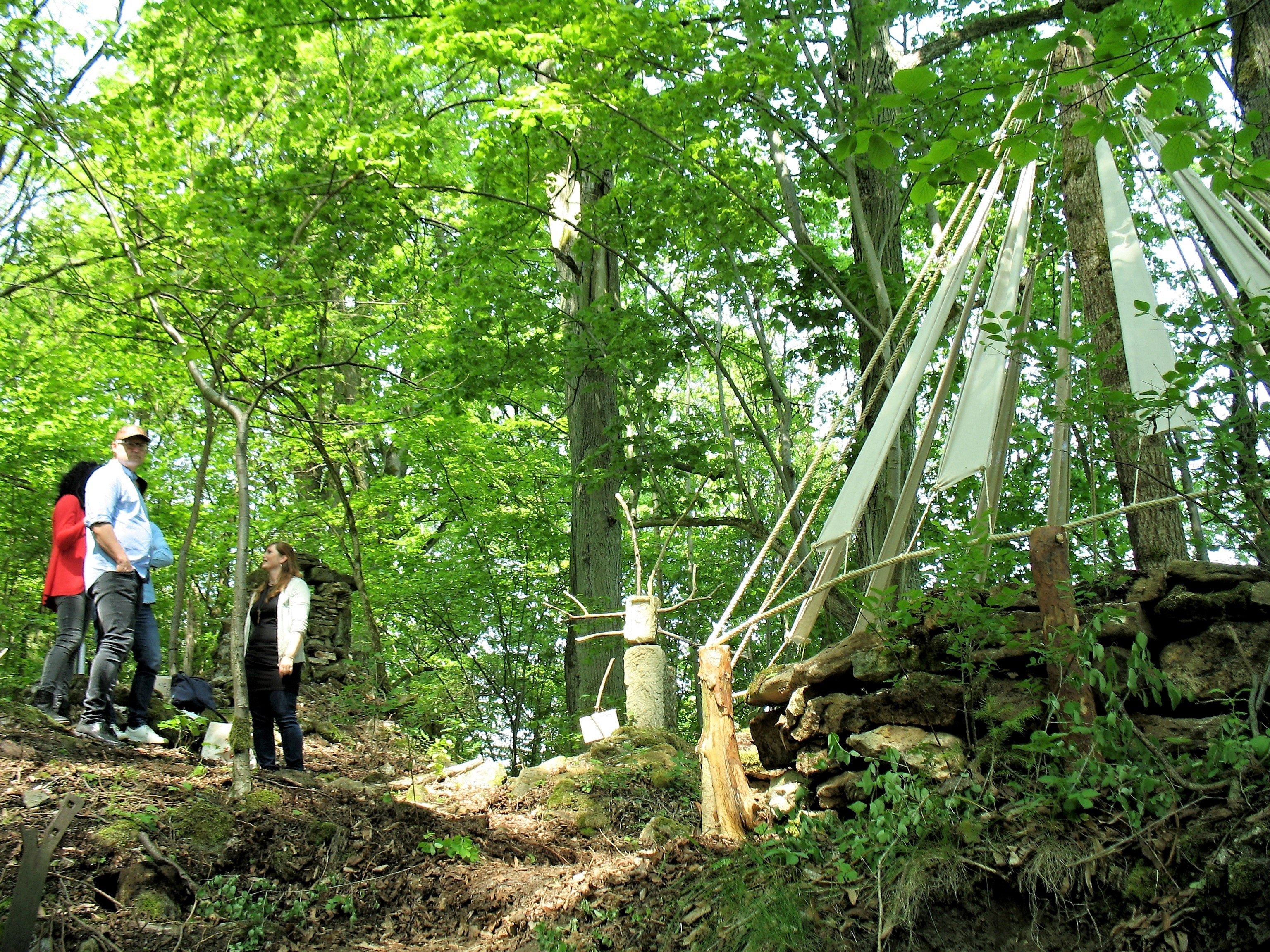
Instalace v ruinách kostela Narození Panny Marie v Jablonečku
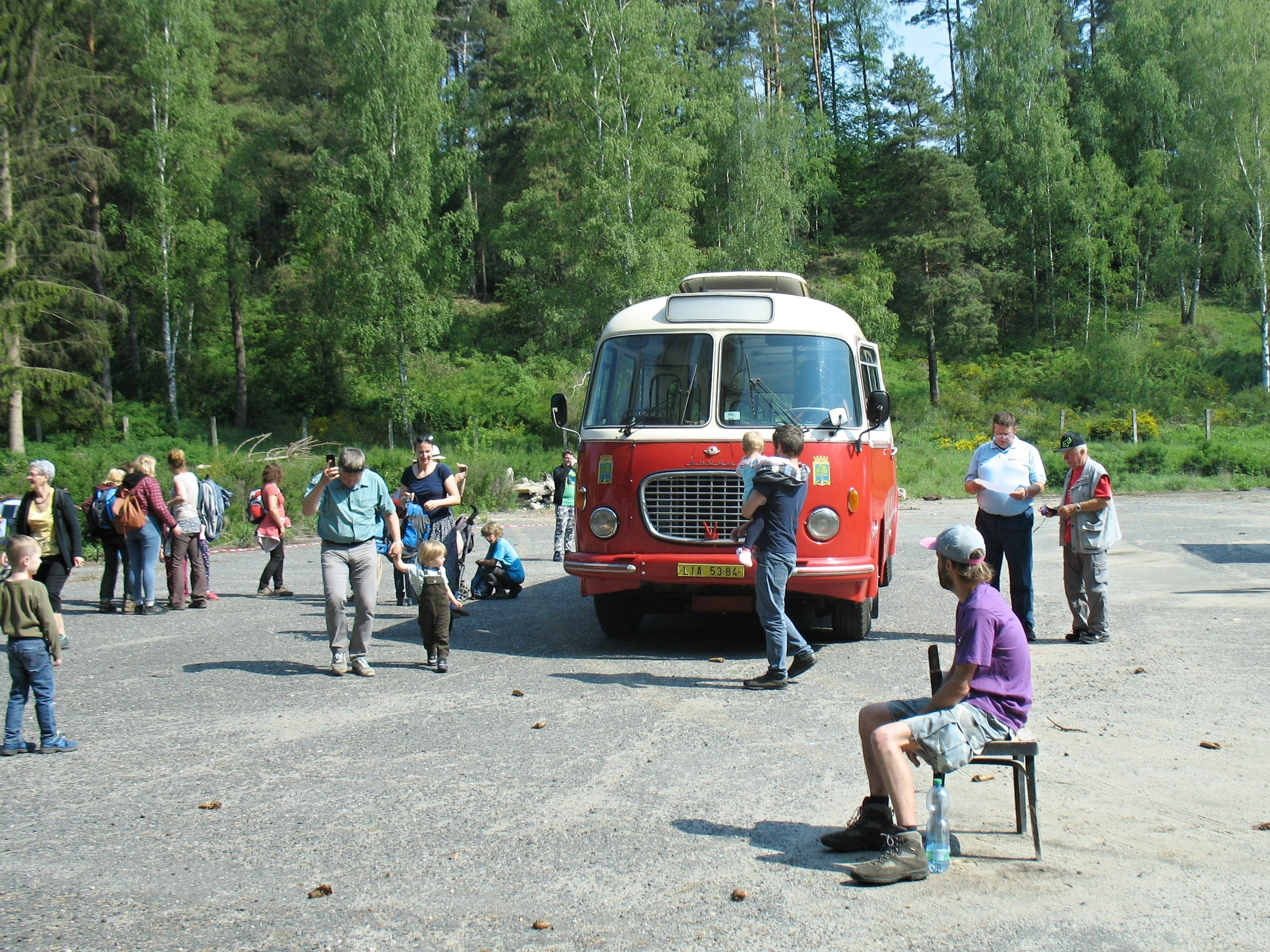
Kyvadlová doprava historickým autobusem
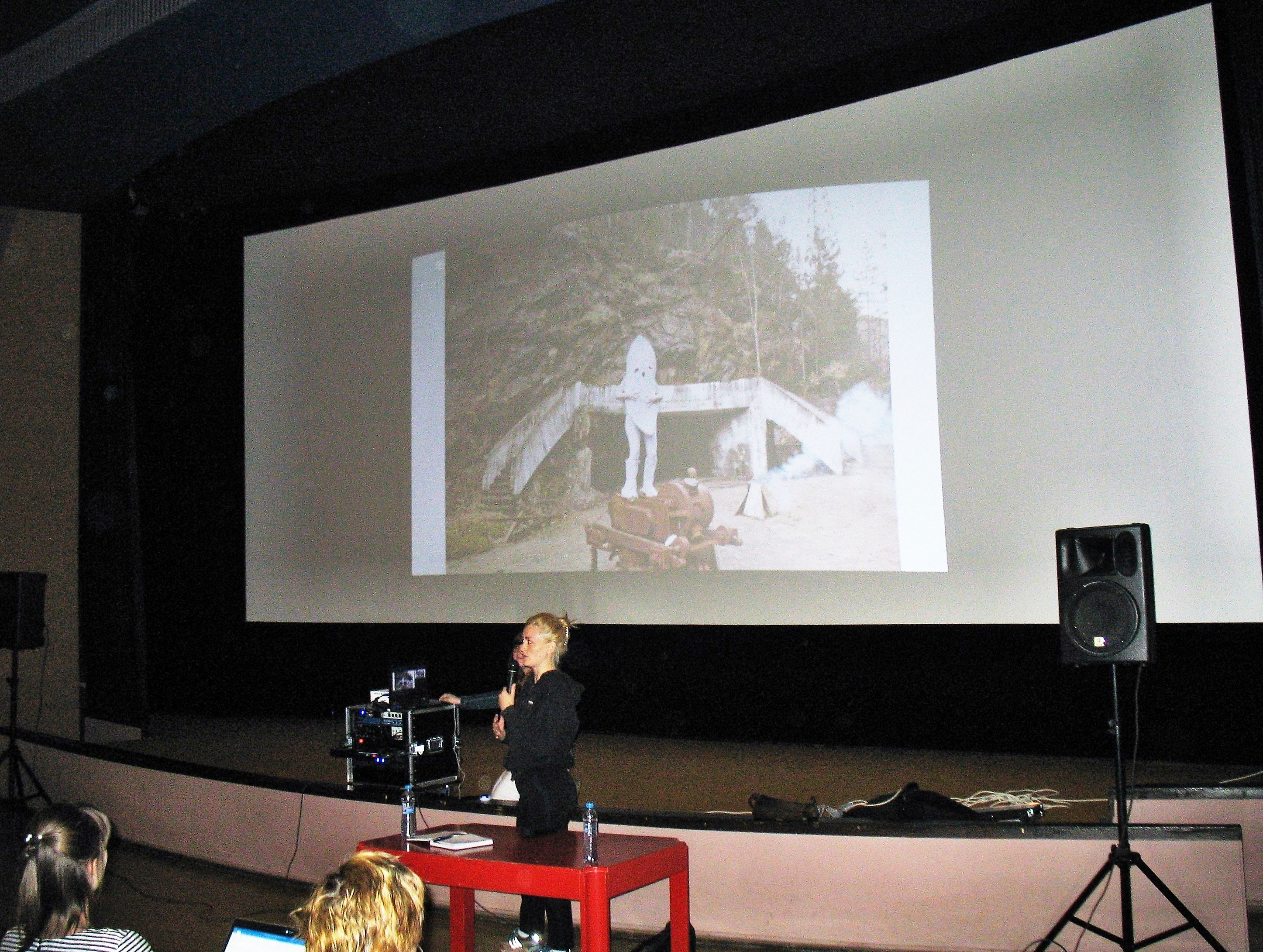
Prezentace norských projektů na worksopu v Doksech
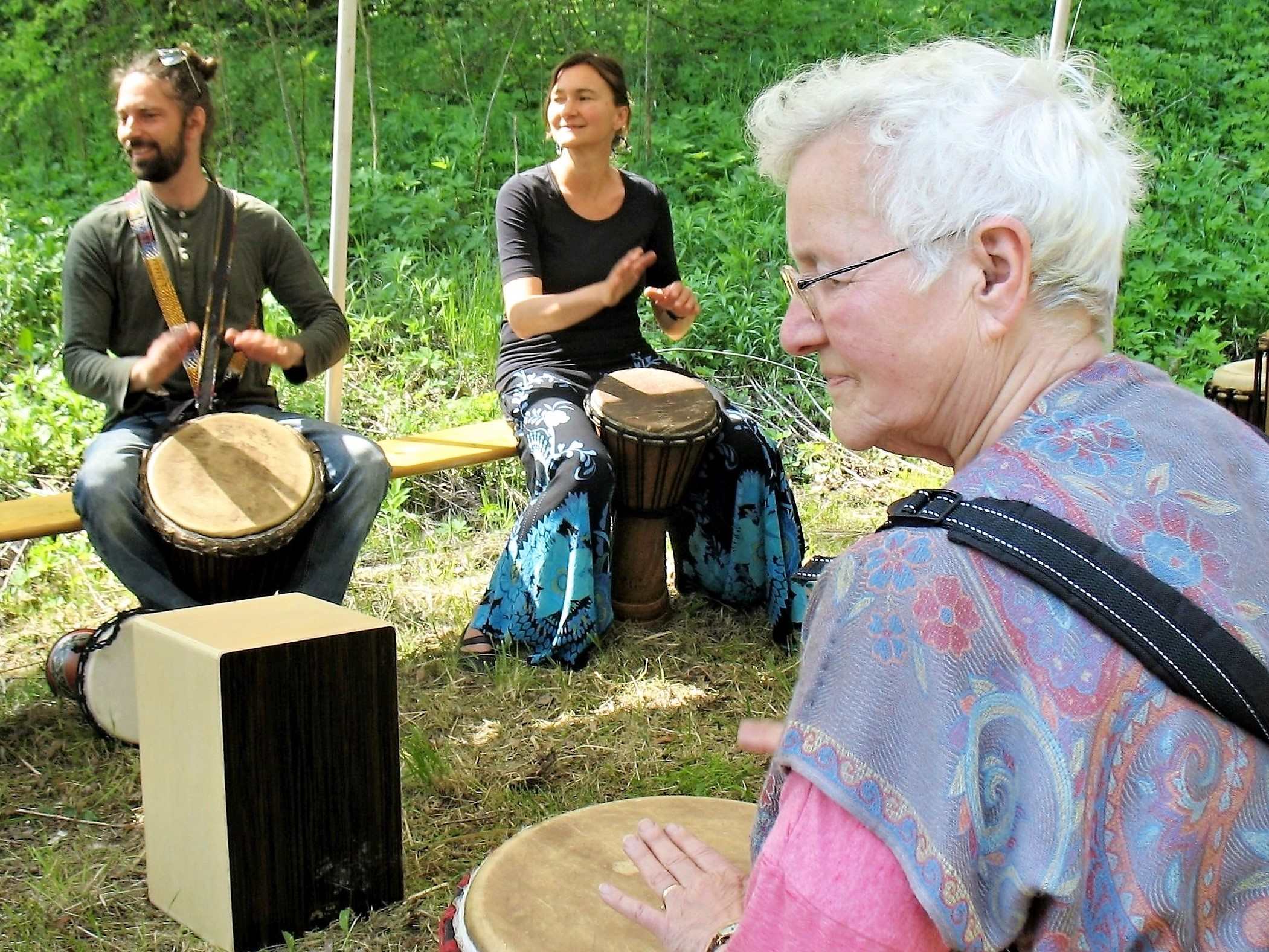
Společné bubnování

### Virtuální pátý ročník
Pátý ročník festivalu, který se měl konat v první polovině roku 2020, musel být z důvodu koronavirové pandemie zrušen. Organizátoři festivalu vyzvali veřejnost, aby lidé využili volný čas k návštěvě míst v Ralsku, dostupných po pěších a cyklistických trasách, a sami zde vytvářeli landartové instalace, připomínající historii zaniklých obcí. Účastníci byli zároveň vyzváni, aby svá díla zdokumentovali a fotografie zasílali na adresu geoparku, aby mohla být vytvořena alespoň virtuální galerie tohoto netradičního ročníku festivalu.

### Po pandemii
Po postupném odeznění protipandemických opatření se festival uskutečnil v prostoru bývalého Vojenského újezdu Ralsko až v roce 2021, tentokrát však poprvé na území zaniklé vesnice Holičky. Ročník 2022 proběhl opět v Jablonečku, načež v červnu roku 2023 se festival vrátil znovu do prostoru zmizelých Holiček, jejichž někdejší zástavba byla již zcela pohlcena přírodou.

### Ročník 2023 v Holičkách

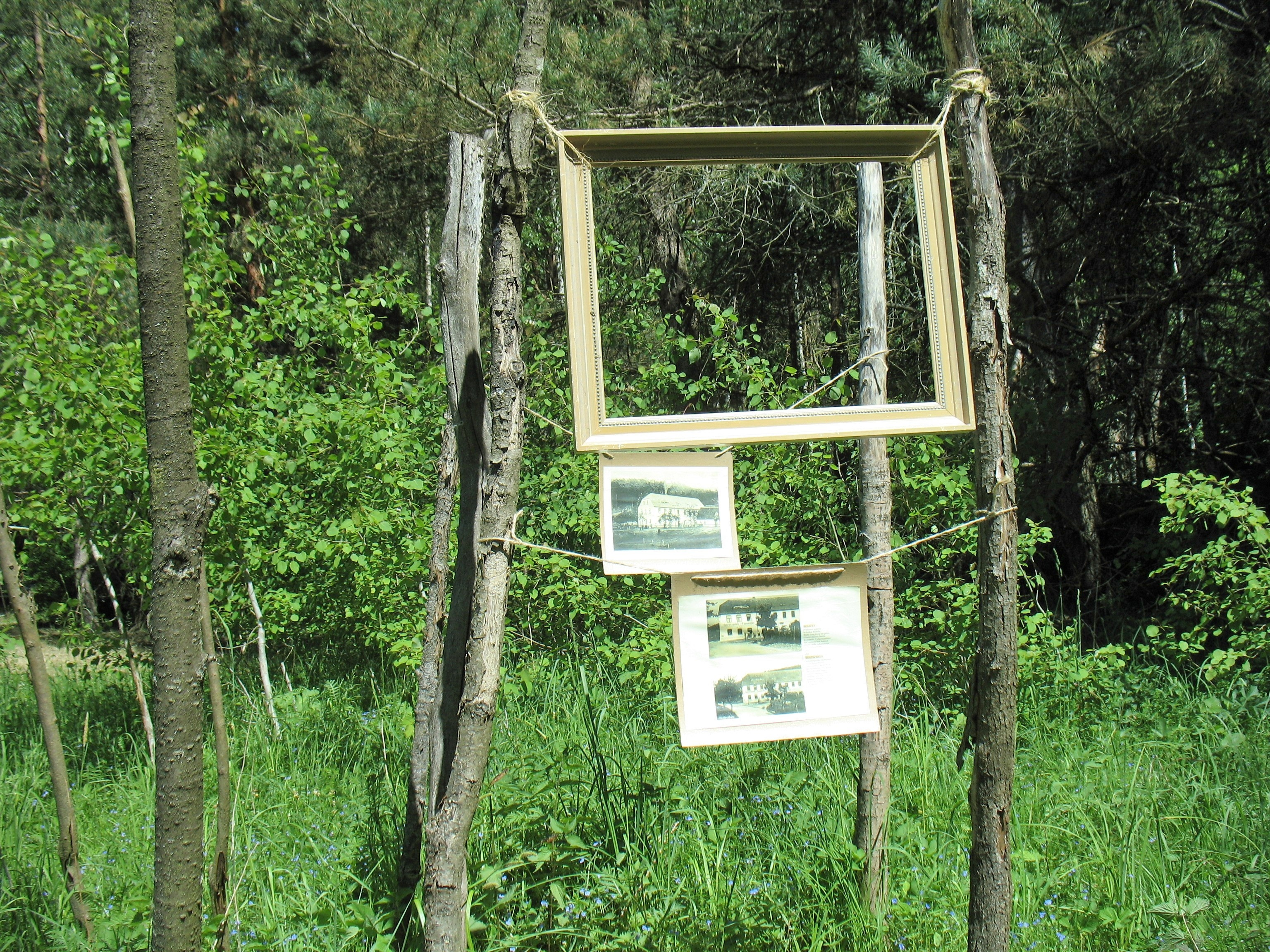
Vzpomínky na zmizelé stavby: místo, kde v Holičkách stával hostinec Felsenkeller
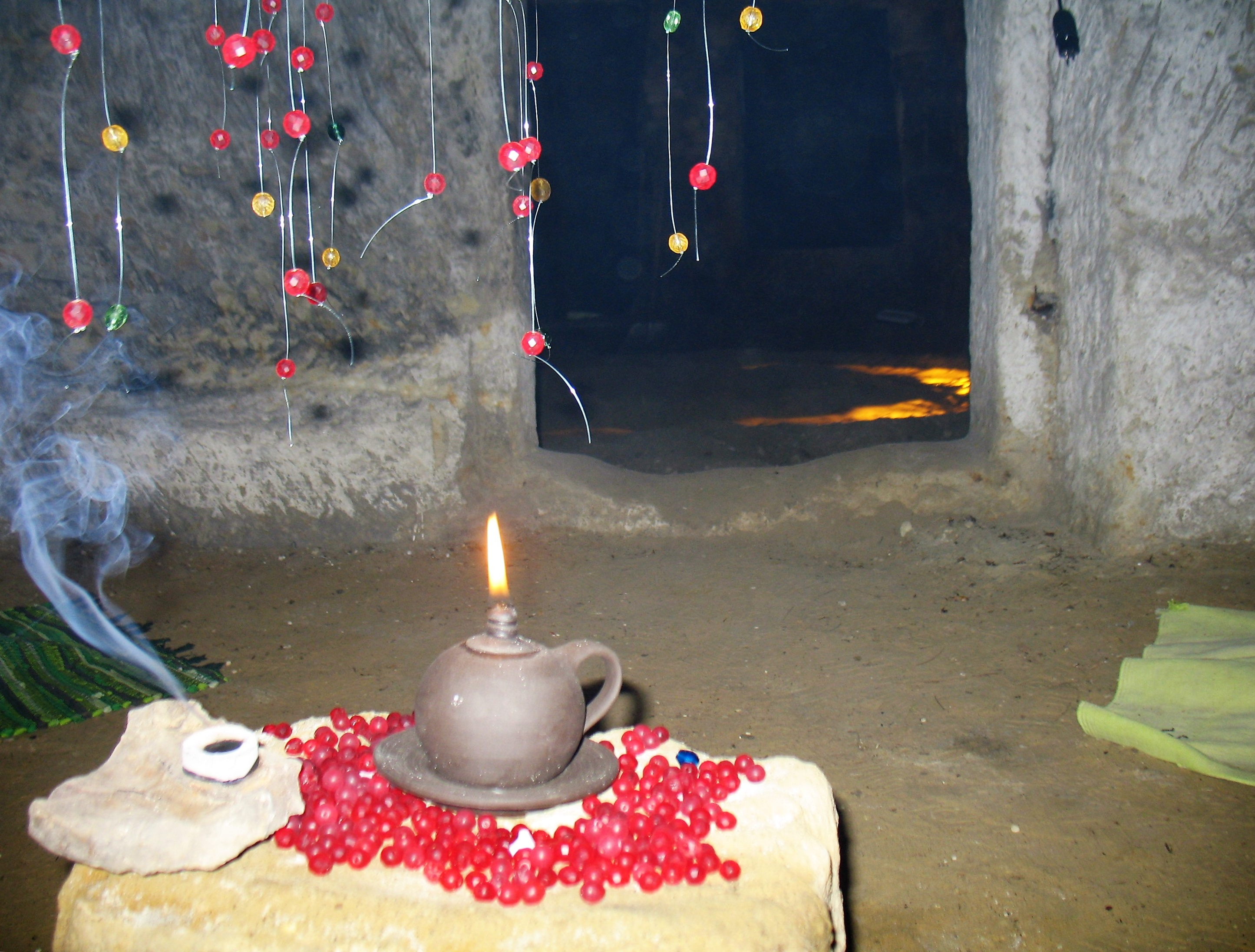
Instalace "Světelná řeka" libereckého výtvarníka Vítězslava Plavce ve skalní kovárně
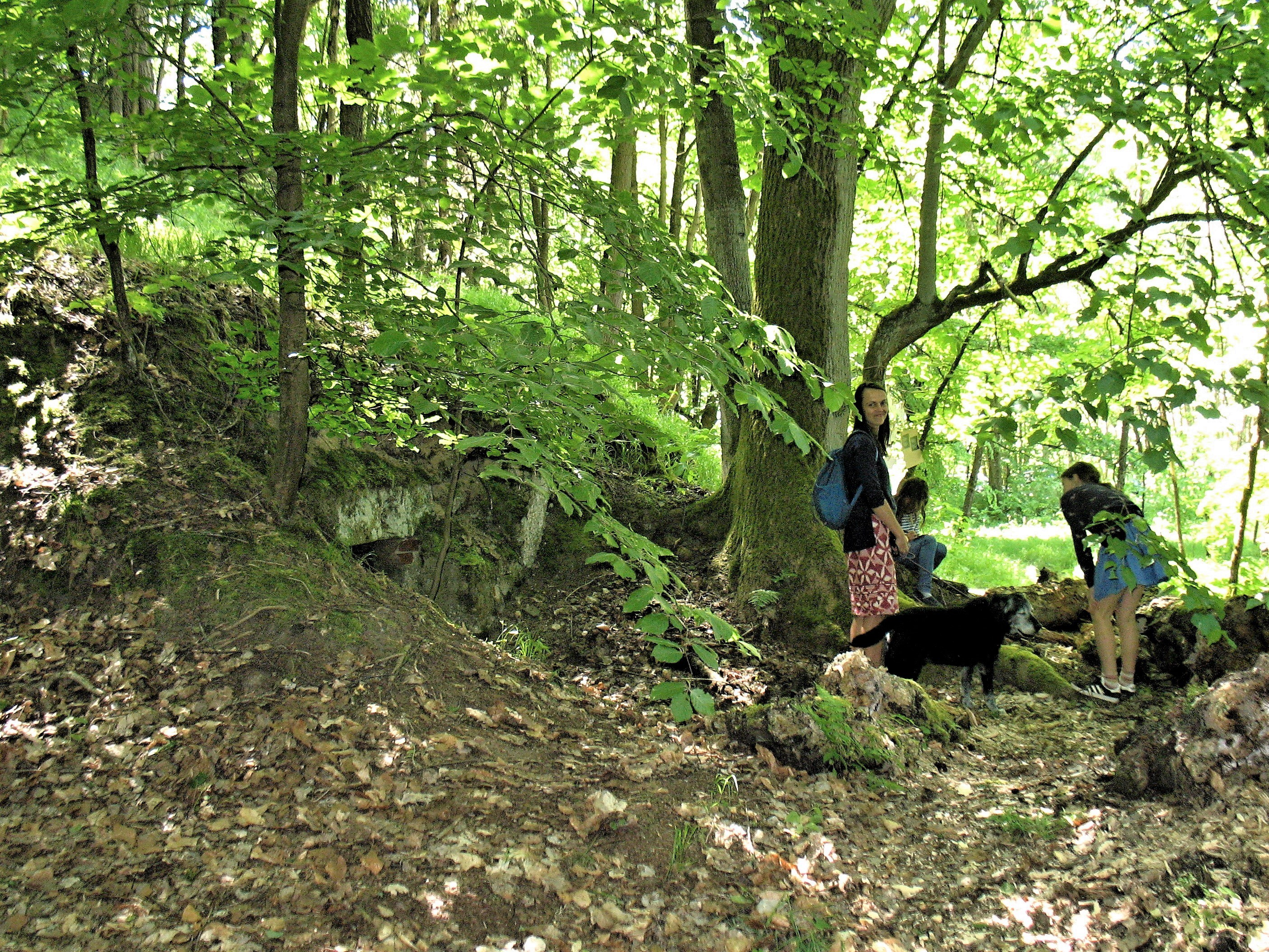
Návštěvníci putují po tzv. "poetické stezce" v místech, kde se zachovaly skalní sklepy
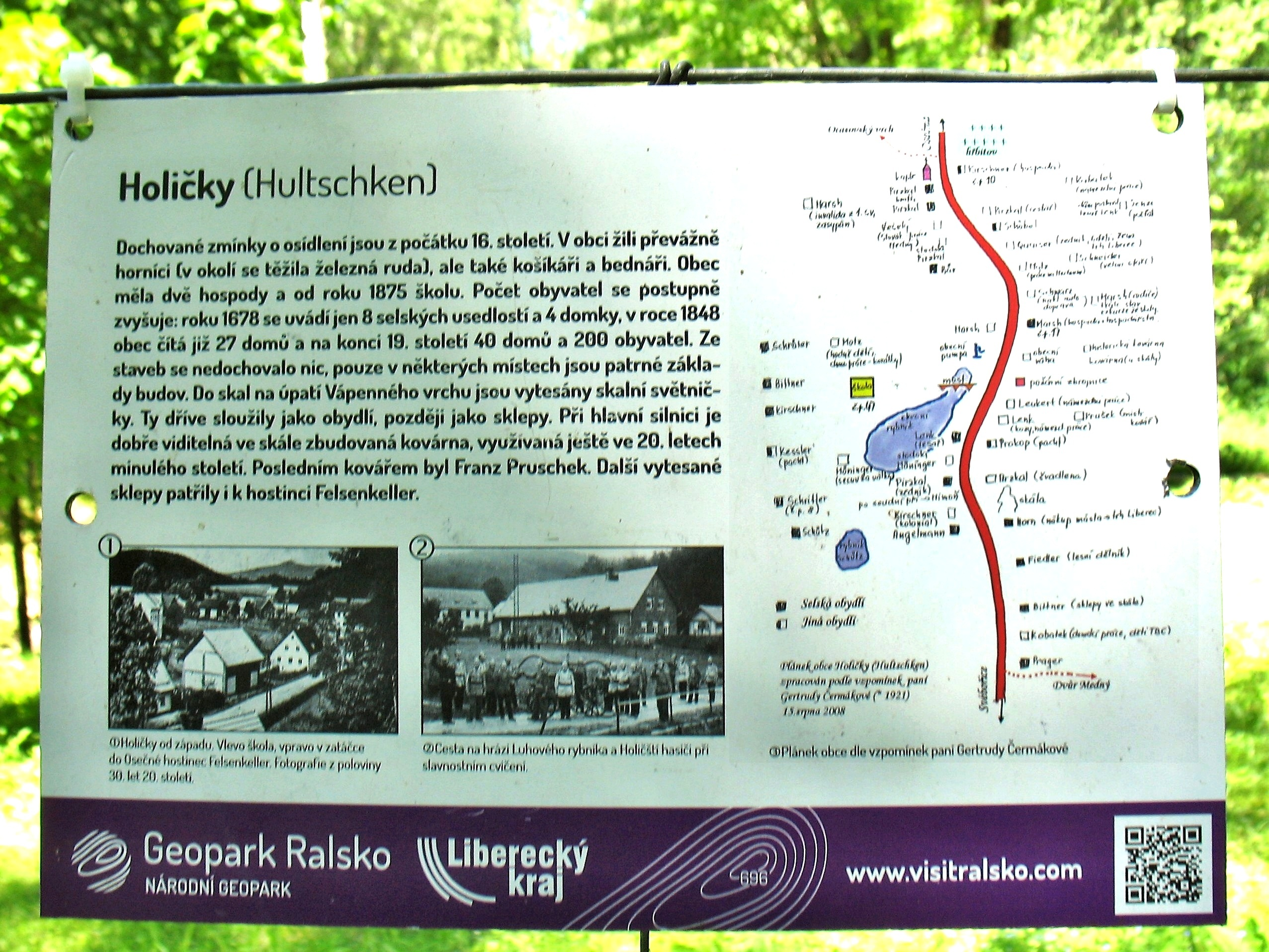
Stručný popis historie obce pro návštěvníky festivalu
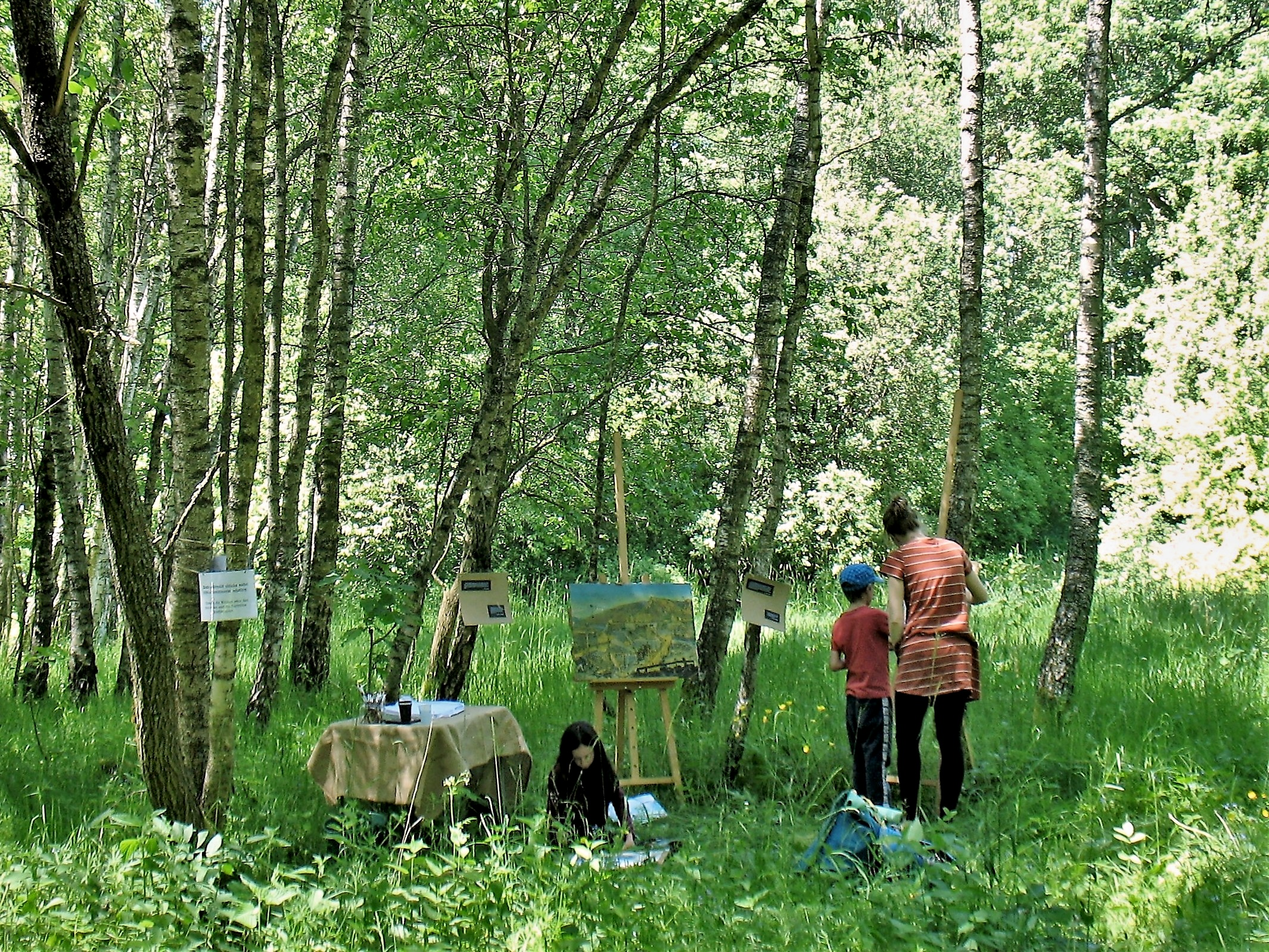
Tvůrčí dílna poblíž místa, kde dříve stávala škola
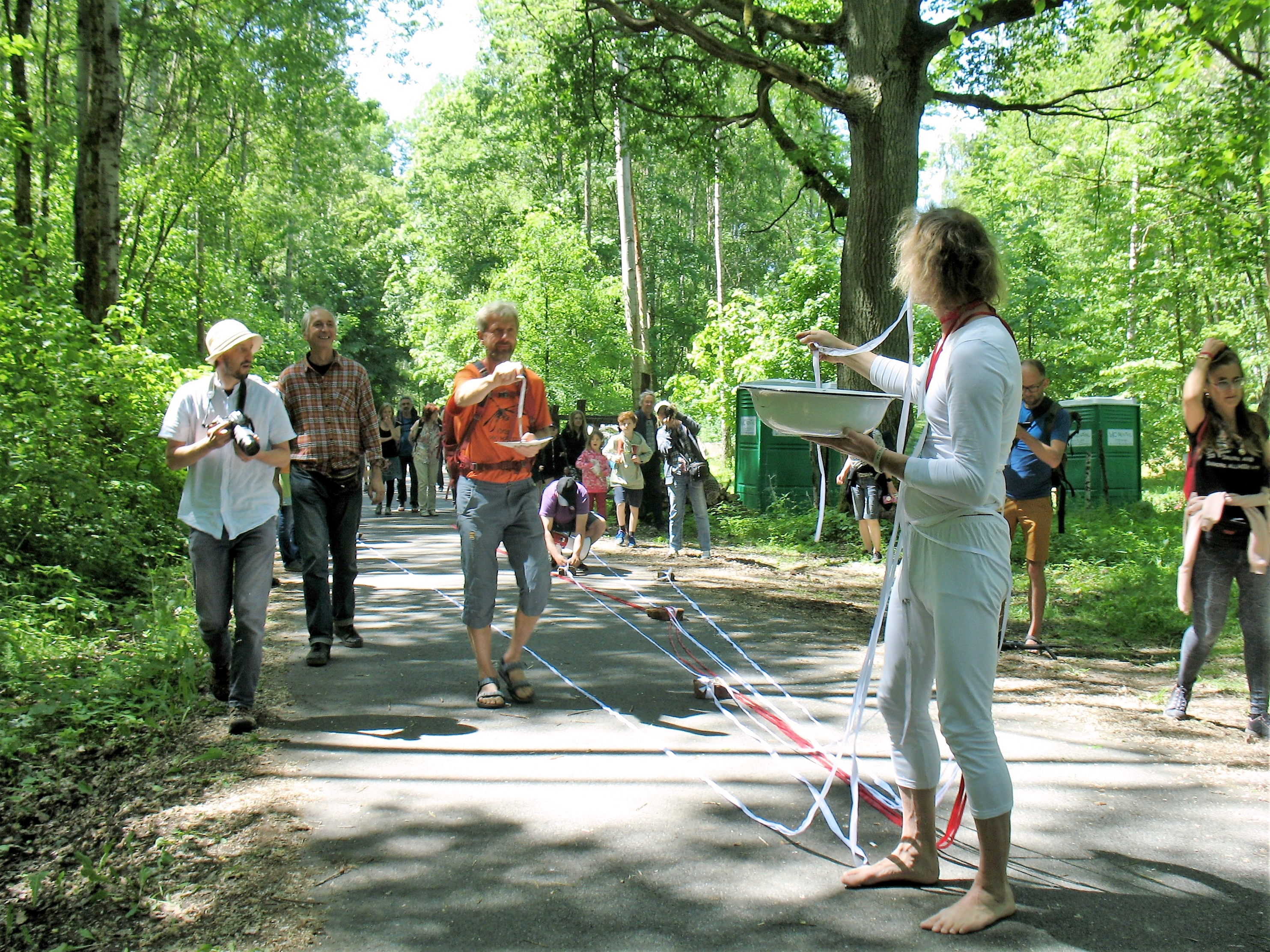
Perfomance Sebastiana Hänela z německého Zhořelce